# 人生は一度きりだから
「人生は一度きりだから」（じんせいはいちどきりだから）は、1970年11月21日にCBS・ソニーレコード（現：ソニー・ミュージックレーベルズ）から発売されたフォーリーブスの9枚目のシングルである。

## 概要
日本テレビ系テレビドラマ『おれは男だ!』にゲスト出演した際、劇中で振り付けの練習をしながら歌っていた曲。

## 収録曲
両曲共に作詞:岩谷時子、作曲:いずみたく、編曲:大柿隆
1. 人生は一度きりだから
2. なぜだよ